# مركز دبي العالمي

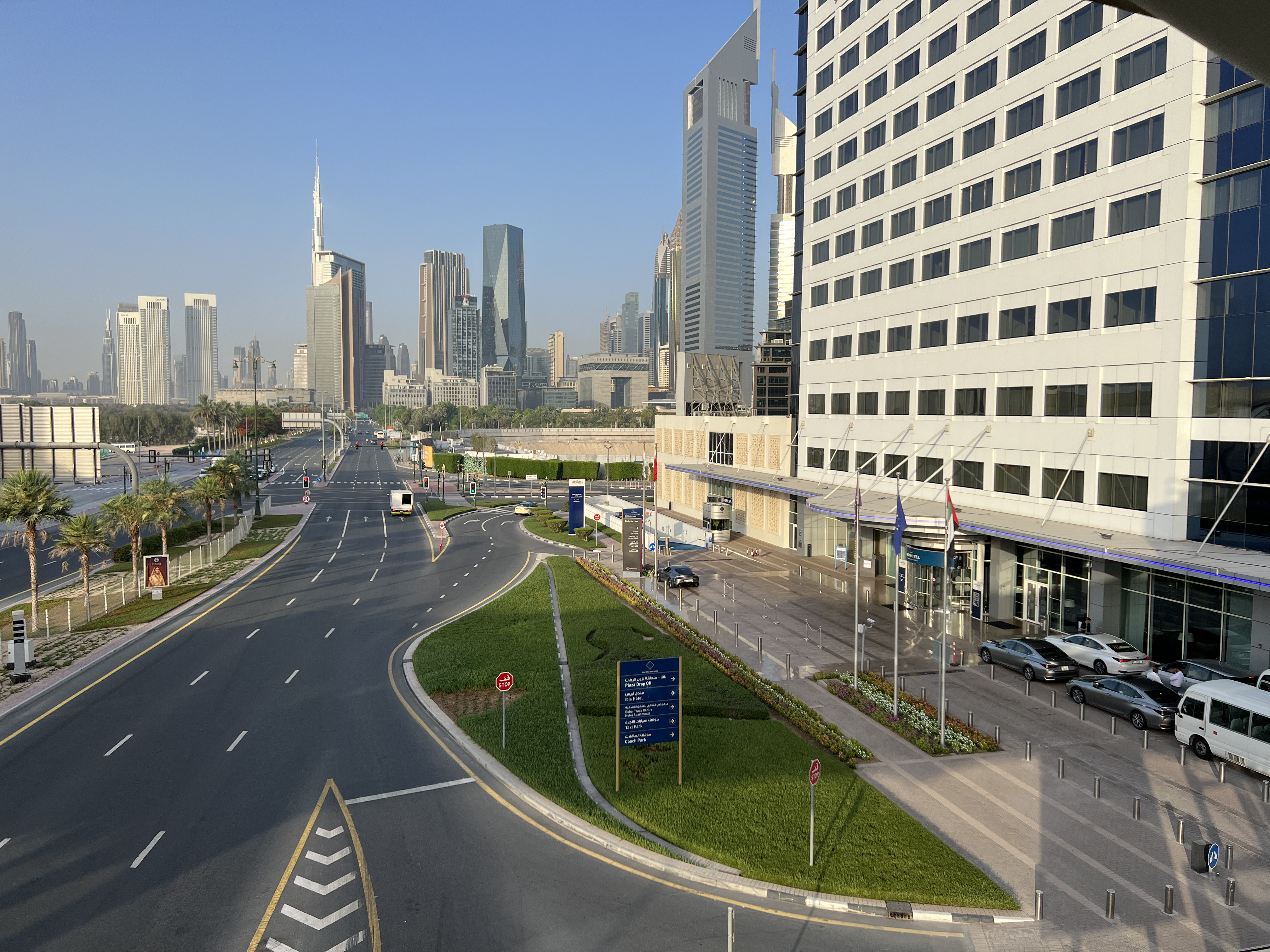

مركز دبي العالمي هي الشركة التي يعمل في ظلها عدد من المشاريع المخطط لها والتي يجري بناؤها في دبي، في الإمارات العربية المتحدة ومن المخطط أن تكون منطقة اقتصادية لدعم عدد من الأنشطة بما في ذلك الخدمات اللوجستية والطيران والتجارية والمعارض، الأعمال الإنسانية والسكنية وغيرها من الأعمال ذات الصلة حول مطار آل مكتوم الدولي بسعة سنوية مخططة تبلغ 12 مليون طن من البضائع و160 مليون مسافر.

## مشاريع المركز
يضم مركز دبي التجاري العالمي ستة مشاريع هي:
- المدينة السكنية في مركز دبي التجاري العالمي
- مدينة دبي اللوجستية
- Dubai World Central Enterprise Park
- المدينة التجارية في مركز دبي التجاري العالمي
- مدينة دبي للطيران
- مطار آل مكتوم الدولي
- Dubai World Central Staff Village
- مدينة الغولف في مركز دبي التجاري العالمي

حجم المقاولات والإنشاءات يبلغ ضعفي مساحة جزيرة هونغ كونغ.

## روابط إضافية
- الموقع الإلكتروني لمركز دبي التجاري العالمي.